# Escuela de Düsseldorf de música electrónica
La Escuela de Düsseldorf de música electrónica, también denominada Escuela de Düsseldorf, hace referencia a un subgénero de la música electrónica de los años 1970 formado por músicos y artistas radicados en Düsseldorf (República Federal de Alemania) como Kraftwerk, Cluster, Can y Neu!. El término suele utilizarse en oposición a otro movimiento musical simultáneo conocido como Escuela de Berlín de música electrónica encarnado por grupos como Tangerine Dream, Ash Ra Temple o Klaus Schulze.

## Características
El estilo de los artistas inscritos en este subgénero se caracteriza por el empleo de melodías sintetizadas y rítmicas líneas de bajo, así como por el uso de prominentes patrones de batería o percusión, generalmente compuestos por instrumentación electrónica como sintetizadores, secuenciadores o cajas de ritmos. La mayor parte de las obras son instrumentales utilizándose de forma esporádica el factor vocal. 

## Primeras obras
Los primeros trabajos de Kraftwerk y Can son muy diferentes de su más exitosa época posterior. Álbumes como Kraftwerk (1970) y Kraftwerk 2 (1972) son muy experimentales, con poderosas y duras percusiones, violines electrónicos y flautas manipuladas.

## Período principal
Los principales álbumes y que contribuyeron a definir el género, haciéndolo muy popular, son Autobahn (1974) y The Man Machine (1978) de Kraftwerk. Temas como «The Robots» y «Home Computer» rompieron con todos los desarrollos de la música electrónica anteriores.

## Escuela de Düsseldorf contemporánea
De las bandas originales solo se mantiene en activo Kraftwerk.